# 김해 구지봉
김해 구지봉(金海 龜旨峰, 영어: Gujibong Peak, Gimhae)은 대한민국 경상남도 김해시 구산동에 있는 가야의 건국설화를 간직한 곳이다. 2001년 3월 7일 대한민국의 사적 제429호로 지정되었다.

## 개요
『삼국유사(三國遺事)』「가락국기」편 기록에 의하면 서기 42년 김수로왕이 하늘에서 탄강(誕降)하였고, 아도간, 유천간 등 9간과 백성들의 추대에 의해 가락국의 왕이 되었다는 가야의 건국설화를 간직한 곳이다.
또한, 구지봉에서 구간과 백성들이 수로왕을 맞이하기 위해 춤을 추며 불렀다는 구지가(龜旨歌)는 우리나라 최초의 서사시로 고대 국문학사 연구에 중요한 자료가 되고 있으며, 정상부에는 B.C 4세기경 남방식 지석묘가 있어 그 역사성을 나타내고 있으며, 지석묘 상석에는 '구지봉석(龜旨峯石)'이라고 새겨져 있는데 한석봉의 글씨라는 전설이 전해져 오고 있다.
구지봉은 이처럼 가야 건국설화와 관련되는 유적으로 우리나라 고대국가 형성과정을 이해하는데 중요한 곳이다. 역사가들은 일본 신화에서 나오는 니니기노미코토가 천손강림한 구시후루다케(久士布流岳)와 연관성이 있다고 보고 있다.

## 현지 안내문
구지봉은 서기 42년 수로왕이 탄강한 성스러운 장소이다. 구릉의 모양이 거북이를 닮았다고 하여 구수봉(龜首峯), 구봉(龜峯) 등으로도 불린다. 삼국유사 가락국기에 실린 수로왕의 탄강설화에 의하면 서기 42년 당시 이 지역을 다스렸던 구간(九干)과 백성들이 구지봉에 모여 구지가를 부르며 춤을 추자 하늘에서 보라색줄에 매달린 황금상자가 내려왔으며, 상자에서 나온 6황금알을 깨고 태어난 분들이 6가야를 세운 왕들이 되었다고 한다.
이 설화는 구지봉이 가야 500년 역사의 출발지인 동시에 고대 국문학상 중요 서사시인 "구지가"가 탄생한 곳임을 알려준다. 수로는 가장 먼저 태어났다는 뜻으로 수로왕은 태어난지 10여일 만에 장성하여 가락국(鴐洛國, 金官加耶)을 세운 분으로 김해김씨의 시조가 되었다.

## 같이 보기
- 구지가

## 참고 자료
- 김해 구지봉 - 국가유산청 국가유산포털